# Dreieinigkeitskirche Gmünd in Kärnten

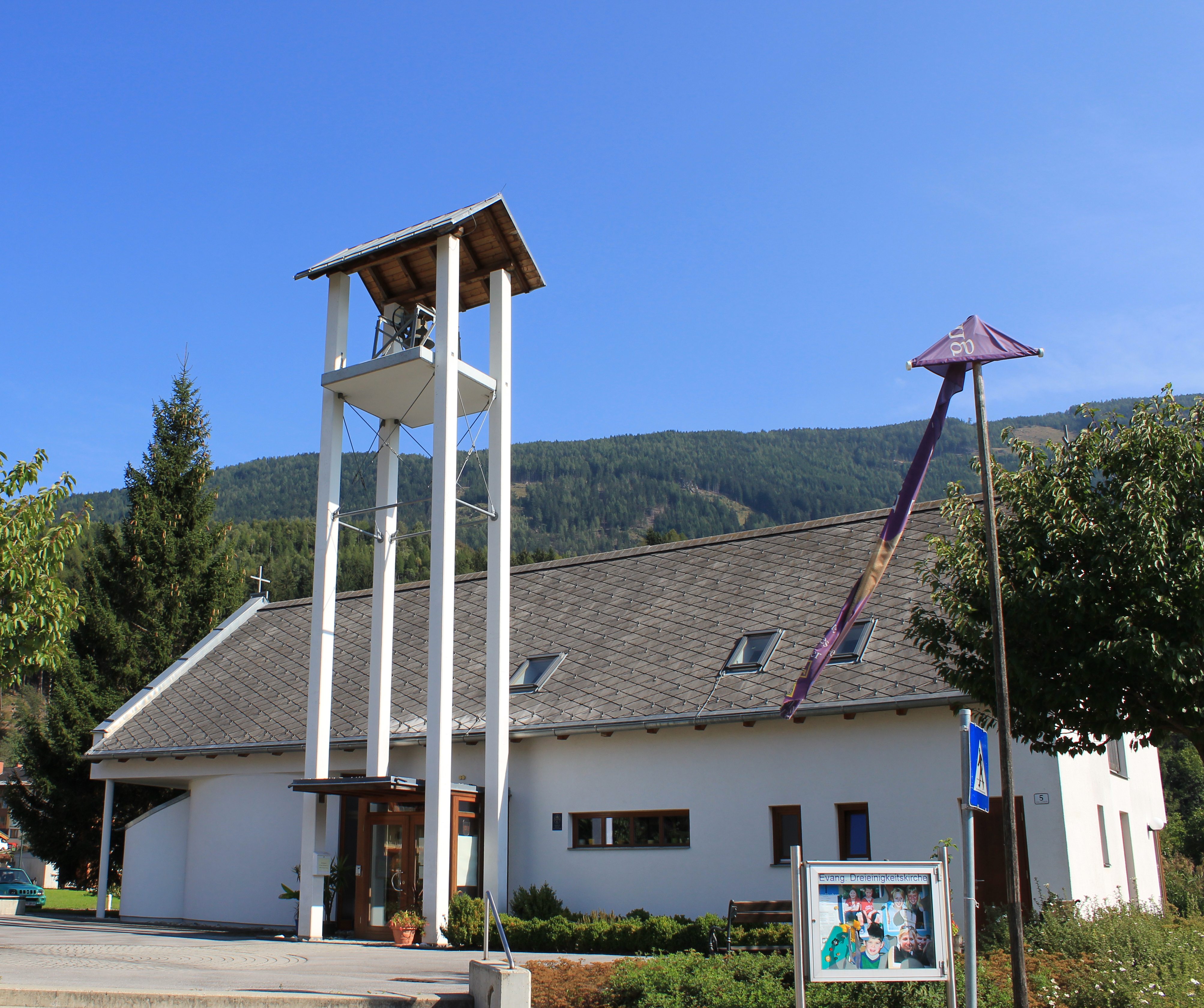
Evangelische Kirche in Gmünd in Kärnten

Die Dreieinigkeitskirche Gmünd in Kärnten steht in Gries an der Lieser 5 in der Stadtgemeinde Gmünd in Kärnten im Bezirk Spittal an der Drau in Kärnten. Die nach der Dreieinigkeit benannte evangelisch-lutherische Kirche  gehört zur Evangelischen Superintendentur A. B. Kärnten und Osttirol der Evangelischen Kirche A.B. in Österreich.

## Geschichte
Gmünd hat circa 2600 Einwohner, ungefähr ein Drittel davon ist evangelisch. Die Evangelischen im Gmünd werden seit dem 18. Jahrhundert von der Pfarre Dornbach betreut. Die Dreifaltigkeitskirche entstand als Tochterkirche von Dornbach. Anfänglich bestand der Plan, die profanierte Pankratiuskirche umzubauen und zu adaptieren, wovon aus finanziellen Gründen abgesehen wurde. Danach gab es 1996 eine Einladung an Architekten und Ingenieure  Entwürfe einzureichen. Der favorisierte Entwurf von Gert Ziegler wurde aber von der Ortsbildkommission der Gemeinde als zu modern beurteilt. Danach wurde der Architekt Felix Orsini-Rosenberg beauftragt, einen neuen Entwurf auszuarbeiten. Der Entwurf wurde daraufhin von 2000 bis 2001 mit dem Ingenieur Gert Ziegler ausgeführt. Die Kirche wurde am 10. Juni 2001 eingeweiht.

## Architektur
Die Kirche steht in der Nähe einer Brücke über die Lieser im hinteren Bereich auf einem Eckgrundstück längsrechteckig unter einem Satteldach, womit sich ein gepflasterter Vorplatz ergibt.
Die Kirche hat im Erdgeschoß einen kreisrunden Zentralraum unter einem Tonnengewölbe und zur anderen Seite ein Pfarrerzimmer und einen Jugendraum. Über das mittige Foyer erschließt sich der für 150 Personen ausgelegte kreisförmige Kircheninnenraum mit einer kleinen diagonal seitlichen zylindrischen Raumnische als Taufbereich. Das Tonnengewölbe des Kirchenraumes als verputzte Holzkonstruktion ermöglicht giebelseitig ein großes halbkreisförmiges Fenster für ausreichendes Tageslicht und für einen breiten Blick auf eine große Fichte. Die kleine längsseitig angeordnete Portalvorhalle zum Foyer steht im frei stehenden offenen aus vier hohen Stahlbetonstützen gebildeten Glockenturm, der mit einem kleinen offenen Satteldach aus Holz abschließt.
Vom Foyer führt eine einfache zweiläufige Stiege zum Obergeschoß mit der Orgelempore. Gegenüber unter dem Satteldach befindet sich eine Küsterwohnung was etwas an evangelische Bethäuser nach dem Toleranzpatent mit einer Wohnung im Obergeschoß erinnert.

## Ausstattung
Im Kirchenraum schwebt ein Altarkreuz über dem zentralen kreisrunden Altar. Der Altar ist höhenverstellbar, so kann auch in kleinem Kreis sitzend gefeiert werden. In der Taufkonche fließt ständig frisches Fließwasser aus einem externen Brunnen über ein Taufbecken in ein Bodenbecken. In der anderen Diagonale zur Taufkonche steht das Ambo als hölzernes Dreibeingestell mit flexibler Lesepultfläche. Das schwebende Altarkreuz stellt den Querbalken etwas auf Abstand und verweist mit eingeritzten römischen Ziffern auf die vierzehn Kreuzwegstationen, im oberen Bereich des stehenden Holzes des Altarkreuzes befindet sich ein Christustorso, welcher von einem abgetragenen Holzhaus im Mölltal hierher übertragen wurde. Im offenen Glockenstuhl befindet sich eine Glocke.